# Western Sydney Wanderers FC
A Western Sydney Wanderers FC egy 2012-ben alapított ausztrál labdarúgócsapat, melynek székhelye Új-Dél-Wales államban, Sydney városában található és az ország legmagasabb osztályában az A-Leagueben szerepel.

## Jelenlegi keret
2019. július 4.
| #  |     | Poszt | Név                |
| -- | --- | ----- | ------------------ |
| 1  | SUI | K     | Daniel Lopar       |
| 4  | AUS | V     | Dylan McGowan      |
| 5  | MKD | V     | Daniel Georgievski |
| 6  | AUS | KP    | Kosta Grozos       |
| 8  | AUS | KP    | Jordan O'Doherty   |
| 10 | POL | KP    | Radosław Majewski  |
| 11 | AUS | CS    | Bruce Kamau        |
| 12 | AUS | CS    | Mitchell Duke      |
| 13 | AUS | V     | Tass Mourdoukoutas |
| 14 | AUS | V     | Mathieu Cordier    |
| 17 | AUS | KP    | Keanu Baccus       |
| 19 | SUI | KP    | Pirmin Schwegler   |

| #  |     | Poszt | Név               |
| -- | --- | ----- | ----------------- |
| 20 | AUS | K     | Vedran Janjetovic |
| 21 | AUS | V     | Tarek Elrich      |
| 22 | AUS | KP    | Nick Sullivan     |
| 27 | AUS | CS    | Kwame Yeboah      |
| 28 | AUS | KP    | Fabian Monge      |
| 29 | AUS | V     | Daniel Wilmering  |
| 33 | AUS | V     | Tate Russell      |
| 34 | GER | V     | Patrick Ziegler   |
| 35 | AUS | CS    | Mohamed Adam      |
| 40 | AUS | K     | Nicholas Suman    |
| –  | AUS | K     | Danijel Nizic     |
| –  | MKD | V     | Jamie Percevski   |

## Sikerei
- A-League: 1

2012–13
- AFC-bajnokok ligája: 1

2014

## Menedzserek
| Évek      | Név           |
| --------- | ------------- |
| 2012–2017 | Tony Popovic  |
| 2017      | Hayden Foxe   |
| 2017–2018 | Josep Gombau  |
| 2018–     | Markus Babbel |